# 3305 Ceadams
3305 Ceadams је астероид главног астероидног појаса са средњом удаљеношћу од Сунца која износи 2,603 астрономских јединица (АЈ).
Апсолутна магнитуда астероида је 12,2.